# ティルソ・デ・モリーナ
ティルソ・デ・モリーナ（Tirso de Molina, 1579年10月 - 1648年3月12日）は、スペインの劇作家。スペイン文化の黄金時代、とくにスペイン黄金世紀演劇を代表する人物の一人である。

## 来歴
そもそもの名前はガブリエル・テジェス（Gabriel Tellez）と言い、マドリードにて生まれた。アルカラ・デ・エナーレス大学で学び、1600年に「メルセス修道会（Orden Real y Militar de Nuestra Señora de la Merced de la Redención de los Cautivos）」に入会する。1601年にはグアダラハラの修道院に入り、1615年まで戯曲を書いて過ごした。
1615年から1617年にかけて西インド諸島に派遣され、1617年からはマドリードのメルセス修道会の修道院に入り、マドリードの詩作アカデミー（Academía poetica de Madrid）に関わる。その後1624年に最初の著作を発表し、ロペ・デ・ベガやフランシスコ・デ・ケベードらと交流を深め、クルテラニスモ（誇飾主義）を厳しく批判しながら、スペイン文学で数々の名作を遺した。

### 日本語訳
- 戯曲「不信心ゆえ地獄堕ち」-『スペイン黄金世紀演劇集』（牛島信明編訳、名古屋大学出版会、2003年）
- 戯曲「セビーリャの色事師と石の招客」-『バロック演劇名作集』（佐竹謙一訳、「スペイン中世・黄金世紀文学選集7」国書刊行会、1994年）
  - 新版『セビーリャの色事師と石の招客　他一篇』（岩波文庫、2014年）- 他は「緑色のズボンをはいたドン・ヒル」